# La Mouche espagnole (film, 1955)
Pour les articles homonymes, voir  La Mouche espagnole et Die spanische Fliege.
Pour plus de détails, voir Fiche technique et Distribution.
La Mouche espagnole (en allemand : Die spanische Fliege) est une comédie ouest-allemande réalisée par Carl Boese et sortie en 1955. Le film met en vedette Joe Stöckel, Erika von Thellmann et Rudolf Platte.
Le film, tourné aux studios de Göttingen avec des décors conçus par le directeur artistique Ernst Klose, est basé sur la pièce de 1913 Die spanische Fliege de Franz Arnold et Ernst Bach. Une adaptation précédente est sortie en 1931.

## Fiche technique
- Titre original : Die spanische Fliege
- Titre français : La Mouche espagnole[3]
- Réalisation : Carl Boese
- Scénario : Franz Arnold, Edgar Kahn
- Photographie : Willy Winterstein
- Montage : Johanna Meisel
- Musique : Werner Bochmann
- Production :
- Pays de production : Allemagne de l'Ouest
- Langue originale : allemand
- Format : noir et blanc
- Genre : comédie
- Durée : 94 minutes
- Date de sortie :
  - Allemagne de l'Ouest : 1er mars 1955

## Distribution
Par ordre alphabétique : 
- Helmut Ahner : Otto
- Elisabeth Flickenschildt :  Hélène
- Albert Florath :  Coldewey
- Kurt Großkurth :  Hartmann
- Paul Henckels :  Dr Ambrosius
- Ursula Herking : Frau Hartmann
- Holger Hildmann :  Fritz
- Stanislav Ledinek :  Pollack
- Hans Leibelt :  Breilmann
- Elena Luber :  secrétaire
- Jester Naefe : Hannelore Klinke
- Rudolf Platte : Hugo Sommer
- Lotte Rausch :  Frau Semmelmann
- Hans Richter :  Dr Gerlach
- Gretl Schörg :  Miss Hilton
- Ruth Stephan :  Jutta
- Hans Stiebner :  Oexle
- Joe Stöckel :  Heinrich Klinke
- Hubert von Meyerinck
- Erika von Thellmann :  Käthe